# イタリック人
イタリック人（Italic peoples）とはインド・ヨーロッパ語族イタリック語派の諸言語を用いた古代諸民族の総称を指す。主にイタリア半島に定住した（→古代イタリア地域諸部族）。
イタリック人の一派であるラテン人は古代ローマ文明を築いた。

## 背景
イタリック人がどの様な経緯を辿って祖インド・ヨーロッパ人や、同じく分化していったゲルマン人、ケルト人、スラブ人らと文化集団として分かれていったのかは定かではない。どうあれ彼らは祖インド・ヨーロッパ人による民族大移動でヨーロッパ大陸に進み、やがてアルプス山脈とポー川を越えてアペニン山脈へと辿り着いた。そこで彼らは幾つかの集団へと更に分かれ、都市や国や文明圏を作り、やがてアペニン山脈周辺の半島部は（理由は明らかではないが）イタリア半島と呼ばれる様になった。イタリック諸族は徐々に南下して半島全域とシチリア島など島嶼部にまで勢力を広げた。これらは今日で言う所の中部イタリア及び南イタリアと重なる地域となる。
紀元前500年頃からその一派であったラテン人の国家ローマは急速に領土を拡大し、数度の戦争によってイタリック人を統一した。前後して前ヨーロッパ人に属するエトルリア人や同じ祖インド・ヨーロッパ人に属するケルト系の諸族との戦いを経て、古代ローマはイタリア半島を中心にした世界帝国へ躍進していく事となる。

## 分類
- ラテン・ファリスク諸族（ラティウム、シチリア島）
  - ファリスキ人（ラティウム）
  - ラテン人（ラティウム）
  - シケル人（シチリア島）
- オスク・ウンブリア諸族（サベリア諸族、イタリア中南部）
  - ウンブリア系 (イタリア中部)
    - マルシ人
    - ウンブリア人
    - ウォルスキ人

  - オスク系（イタリア中部・南部)
    - マルキニ人
    - オスク人
      - アウルンシ人
      - アウソネ人
      - カンパニア人
      - シビシニ人

    - パエリグニ人
    - サビニ人[2]

  - サムニウム系（言語的にはオスク語を用いた）
    - ブルッティ人
    - フレタニ人[2]
    - ルカニ人
    - サムニウム人
      - ペントリ人
      - カラケニ人
      - カウディニ人
      - ヒルピニ人

  - その他（言語的にはオスク語を用いた）
    - アエクニ人
    - フィデナエ人
    - ヘルニキ人
    - ピケニ人
    - ウェスティニ人

## 引用
1. ↑  “history of Europe : Romans”. Encylopedia Britannica. 2012年10月28日閲覧。
2. 1 2  Strabo V, 250.

## 資料
- Gianna G. Buti e Giacomo Devoto, Preistoria e storia delle regioni d'Italia, Sansoni Università, 1974
- Giacomo Devoto, Gli antichi Italici, 2a ed. Firenze, Vallecchi, 1951.
- Sabatino Moscati, Così nacque l'Italia: profili di popoli riscoperti, Società editrice internazionale, Torino 1998.
- Vittore Pisani, Lingue preromane d'Italia. Origini e fortune, 1978.
- Giovanni Pugliese Carratelli, Italia, omnium terrarum alumna, Officine grafiche Garzanti Milano, Garzanti-Schewiller, 1990
- Francisco Villar, Gli Indoeuropei e le origini dell'Europa, Bologna, Il Mulino, 1997. ISBN 88-15-05708-0